# Calliandra nebulosa
Calliandra nebulosa är en ärtväxtart som beskrevs av Rupert Charles Barneby. Calliandra nebulosa ingår i släktet Calliandra och familjen ärtväxter. Inga underarter finns listade i Catalogue of Life.